# Species Plantarum
Species Plantarum ("Les espècies de les plantes") és l'obra més coneguda de Carl Linnaeus. Se'n va fer la primera edició l'any 1753, en dos volums. Es tracta del punt de partida de la nomenclatura botànica tal com existeix actualment. Això significa que els primers noms a ser considerats vàlidament publicats en botànica són aquells que apareixen en aquest llibre i en Genera Plantarum ed. 5 (1753). En el llibre Linnaeus llista totes les plantes que coneixia, directament o de les lectures.
La classificació emprada en l'obra permetia una fàcil identificació de les plantes ubicant cada gènere dins una classe artificial i un ordre. Pel sistema de comptar pistils i estams, tothom, fins i tot amb poc coneixement de les plantes, podia ser capaç una llista de gèneres als quals podia pertànyer la planta.
Linnaeus donava una descripció formal en paraules de cada planta i un epítet per a ser usat amb el gènere per a tenir una referència més fàcil. Per exemple en el tomàquet (pàg. 185) posava SOLANUM caule inermi herbaceo foliis pinnatis incisis, racemis simplicibus. L'epítet era Lycopersicum.
El volum 1 de la primera edició arribava a les 560 pàgines numerades i el segon volum es completava amb un total de 1.200 pàgines. També tenia pàgines introductòries sense numerar i una addenda i les errades.
El mateix Linnaeus va publicar-ne una segona edició el 1762–1763, amb correccions i material suplementari. La tercera edició, de 1764, era bàsicament igual que la segona però amb les correccions i el material suplementari integrat en el text.
Després de la mort de Linnaeus's, Carl Ludwig Willdenow va emprendre una nova edició anomenada Editio Quarto, o "Quarta edició", publicada en sis volums, en tretze parts, de 1797 a 1830. Es va fer la sisena edició sota Heinrich Friedrich Link i Albert Dietrich en dos volums entre 1831–1833.